# Tripp Phillips
Tripp Phillips (n. 26 de agosto de 1977 en Newport News, Virginia, Estados Unidos) es un jugador de tenis de los Estados Unidos. Se especializó fundamentalmente en dobles, modalidad en la que conquistó un título sde ATP y alcanzó el puesto Nº29 del ranking mundial.

## Títulos (2; 0+2)

### Dobles (2)
| Leyenda                |
| Grand Slam (0)         |
| Tennis Masters Cup (0) |
| ATP Masters Series (0) |
| ATP Tour (2)           |

| N.º | Fecha | Torneo       | Superficie | Pareja        | Oponentes en la final     | Resultado    |
| --- | ----- | ------------ | ---------- | ------------- | ------------------------- | ------------ |
| 1.  | 2006  | Tokio        | Dura       | Ashley Fisher | Paul Goldstein Jim Thomas | 6-2 7-5      |
| 2.  | 2008  | Indianápolis | Dura       | Ashley Fisher | Scott Lipsky David Martin | 3-6 6-3 10-5 |